# Associació Dones Artistes SOM 7
L'Associació Dones Artistes SOM 7 es va crear com a col·lectiu l'any 1990.
Les seves set integrants eren: Claude Collet, Teresa Costa-Gramunt, Lluïsa Garcia-Muro, Conxa Ibáñez, Adelaida Murillo, Carme Riera i Núria Tortras. Els seus orígens es troben en el fet d'haver coincidit en la realització del projecte "Som Set", una carpeta de serigrafies editada pel Taller Picasso en commemoració del Mil·lenari de Catalunya.
L'any 1992 el grup SOM 7 va participar en el II Festival Internacional de Dones, celebrat a Bangkok, i el 1993 als "Recontres Européennes des Femmes de la Méditerranée" (Trobada europea de dones de la Mediterrània), celebrat a Montpeller. Com recull Teresa Costa-Gramunt en el seu blog, "els beneficis de l'exposició [de Bangkok], en la qual van participar molts països d'arreu del món, era per a la construcció d'una casa d'acollida per a les dones i nens amb problemes, o simplement indigents"; un exponent del seu compromís social.
El març del 2003, el Departament de Cultura de la Generalitat de Catalunya va organitzar, amb motiu del Dia Internacional de la Dona, l'exposició commemorativa "Mediterrània. Dona mediterrània i pau", composta per una trentena de quadres i escultures de les components del col·lectiu, que hi van estar presents.